# Zeb vs. Paprika
Zeb vs. Paprika è un cortometraggio muto del 1924 diretto da Ralph Ceder. Prodotto da Hal Roach, il film è interpretato da Stan Laurel.

## Trama
In città si disputa una gara di corsa tra i cavalli Zeb e Paprika. Il Maggiore Glanders Botts è l'allenatore dello sciocco fantino Dippy, che si prepara per l'allenamento. L'addestramento inizia nel peggiore dei modi, con una rissa tra i fantini scatenata proprio da Dippy, ma prosegue nel campo tra pasticci vari. Dippy è affamato, ma  l'allenatore deve seguire le severe regole, e così è messo a digiuno. Ma Dippy escogita un modo, travestendosi da cuoco per poter mangiare qualche cosciotto. Il giorno della corsa, Dippy riuscirà a vincere grazie a una buona dose di...paprika!

## Produzione
Il film fu prodotto dalla Hal Roach Studios e venne girato nei teatri di posa della compagnia all'8822 di Washington Blvd., a Culver City.

## Distribuzione
Il cortometraggio, della durata di venti minuti, fu distribuito dalla Pathé Exchange e uscì nelle sale USA il 16 marzo 1924.